# Leges Statutae Sancti Marini
Le Leges Statutae Sancti Marini è lo statuto pubblicato l'8 ottobre 1600 in cui vennero fissati i principi istituzionali e organizzativi della Repubblica di San Marino. Scritto in lingua latina, rappresenta il settimo e ultimo degli statuti comunali adottati a San Marino dal XII secolo.
Assieme alle antiche consuetudini e alle reformationes – la legislazione di riforma emanata in momenti successivi – le Leges Statutae rappresentano le fonti del diritto di rango costituzionale della Repubblica. Viene considerata come una delle costituzioni più antiche ancora oggi vigenti.

## Storia
La prima menzione di Statuti a San Marino si ha un documento del 2 aprile 1253. Il più antico Statuto sopravvissuto risale al 1295-1303.

## Struttura
Le Leges Statutae si compongono di sei libri.

### Primo libro
Il primo libro si articola in 62 rubriche. Il libro definisce le competenze degli organismi istituzionali della Repubblica quali l'Arengo, il Consiglio Grande e Generale, i capitani reggenti, il Consiglio dei XII e definisce l'organizzazione dell'ordinamento giudiziario. Vengono inoltre regolamentati svariati uffici della pubblica amministrazione.
Gli ultimi due articoli forniscono indicazioni per l'interpretazione dello Statuto, definiscono la procedura per la riforma dello stesso e dettano le norme per la pubblicità e la tenuta dei libri.

### Secondo libro
Il secondo libro, intitolato Civilium Causarum, si articola in 75 rubriche e regola il diritto civile. Il libro tratta nella prima parte le norme di procedura civile, definendo le regole per la citazione, l'ammissione delle prove, l'esame dei testimoni fino all'attribuzione delle spese giudiziarie. La seconda parte tratta temi relativi alla condizione giuridica dei minorenni.

### Terzo libro
Il terzo libro, intitolato Maleficiorum, si articola in 74 rubriche e regola il diritto penale. Il libro assicura esclusivamente allo Stato la persecuzione delle condotte criminali; viene fissato il principio di proporzionalità della sanzione al bene oggetto di tutela. Il Libro intende reprimere ogni forma di giustizia privata.
Particolare attenzione è riservata alla protezione delle proprietà dello Stato e della Chiesa e alla prevenzione dell'inquinamento delle fonti idriche.

### Quarto libro
Il quarto libro, intitolato De Appellationibus, si articola in 15 rubriche e regola la nomina dei giudici, l'individuazione dell'organo giudicante, la classificazione delle sentenze, il diritto di appello e le garanzie per l'appellante.

### Quinto libro
Il quinto libro, intitolato Extraordinarium, si articola in 46 rubriche e regola svariati temi, fissando prevalentemente norme igienico-sanitarie.

### Sesto libro
Il sesto libro, intitolato Extraordinarium, si articola in 42 Rubriche e regola le procedure per il risarcimento dei danni cagionati da privati e nell'esercizio di attività artigianali.